# 庚寅之劫
庚寅之劫（こういんのごう）は、1650年（清順治7年、南明永暦4年、庚寅の年）11月24日 - 12月5日の間広州城で発生した清軍による皆殺しの惨劇。
11月24日、平南王尚可喜は、靖南王耿継茂が指揮する清軍（漢軍鑲藍旗）に与し11カ月城を包囲した後、砦を築くなどお互い譲らなかったが、惨烈を極めた戦闘ののち、オランダ製の大砲を使い城を攻め落とした。城を死守した広州の住民までも12日続く大虐殺を行って老若男女問わず惨殺して、死亡者数は10への70人万を上回まった。（広東通史、広東市史）広州市における社会科学研究は、言った： "700 000"は明らかに信用できない。 - にのみ40万明末広州府13郡の人口の合計（『広州研究』）。

別のビューには、約8万の犠牲者に対し、その広州の人口（約40万）の約5分の1だったと記述されている。（『海幢寺：恢弘荘厳的嶺南雄刹』）
原文：清順治六年十月、満清大軍抵達広州、囲困城池長達十個月、最終攻下城池、平南王尚可喜率清軍攻陥広州之後、屠城十日、屍横遍地、広州城当時人口大約40万、死難者約五分之一。

日本語訳：清順治六年十月、清軍は10カ月限り、広州城の包囲に到着し、最終的に城を陥落し、平南王尚可喜が指揮する清軍は広州に10カ日の大虐殺。そのとき広州城の人口は約40万、犠牲者は約5分の1（約8万）。
死体は東門外で長い間に渡り焚焼された。城から40里四方、殺戮のかぎりを尽くし、死者は60数万人。劉中山廟の両開扉のそこに2名隠れ、7名は、大南門甕城の関羽廟の神仏像の腹の中に入って、誅殺を免れた。

## 参考
- 『剣橋中国明代史』
- 衛匡国 - 中国にいたイタリア人イエズス会宣教師　Martin Martini, 1614-1661：『韃靼戦紀』